# Star Clippers
Star Clippers Ltd. est une compagnie maritime monégasque fondée en 1991 par Mikael Krafft (de) et dont il est le propriétaire.
Sa particularité est d’avoir fait construire et d’exploiter des répliques des plus grands voiliers historiques pour des croisières de luxe.
En 2023 elle exploite 3 navires (Star Clipper, Star Flyer et Royal Clipper) tandis qu’un quatrième (Flying Clipper) est en voie d’achèvement.